# Otto Werth
Otto Werth (* 13. September 1851 in Lippstadt; † 18. Juli 1920 in Wiesbaden-Biebrich) war ein deutscher Jurist und Politiker.

## Leben
Als Sohn eines Rechnungsrates geboren, studierte Werth nach dem Besuch der Gymnasien in Thorn und Ratibor Rechtswissenschaften in Leipzig und Königsberg. Während seines Studiums wurde er 1869 Mitglied der Leipziger Burschenschaft Germania. Nach seinen Examen 1874 und 1879 übernahm er kommissarisch einige Richterstellen und wurde 1880 Rechtsanwalt und Notar in Thorn. 1893 ging er in den Kommunaldienst und wurde 1895 Beigeordneter der Stadt Essen. Bis 1907 gehörte er dem Rheinischen Provinziallandtag an. 1910 wurde er pensioniert und zog nach Gotha und später nach Biebrich.